# Palestina (Caldas)

Localização de Pácora no departamento de Caldas.

Palestina é um município localizado no departamento colombiano de Caldas. Possuí uma população de 21 392 habitantes.